# Haukijoki (vattendrag i Finland, Lappland)
Haukijoki är ett vattendrag i Finland.   Det ligger i landskapet Lappland, i den norra delen av landet, 1 000 km norr om huvudstaden Helsingfors.